# Wish (Unix shell)
wish (Windowing Shell) es un intérprete Tcl extendido con los comandos Tk disponibles para sistemas operativos tipo Unix con X Window System, MacOS, Microsoft Windows y Android. Proporciona a los desarrolladores la posibilidad de crear widgets GUI utilizando el kit de herramientas Tk en el lenguaje de programación Tcl.
wish es de código abierto y actualmente es parte de la suite de programación Tcl Tk. 

## Uso
wish se puede ejecutar sin parámetros. Luego se muestra el indicador % y el intérprete espera los comandos ingresados interactivamente por el usuario. Se abre una ventana vacía en la que se muestran los widgets creados por los comandos del usuario. Este modo es adecuado para la experimentación. 
La mayoría de las veces, wish se ejecuta con un nombre de un archivo que contiene un script Tcl/Tk como parámetro. También es posible ejecutar directamente scripts Tcl/Tk; en Unix usando la construcción shebang; en Windows asociando la extensión .tcl con el programa wish. 